# Plug-inhybride

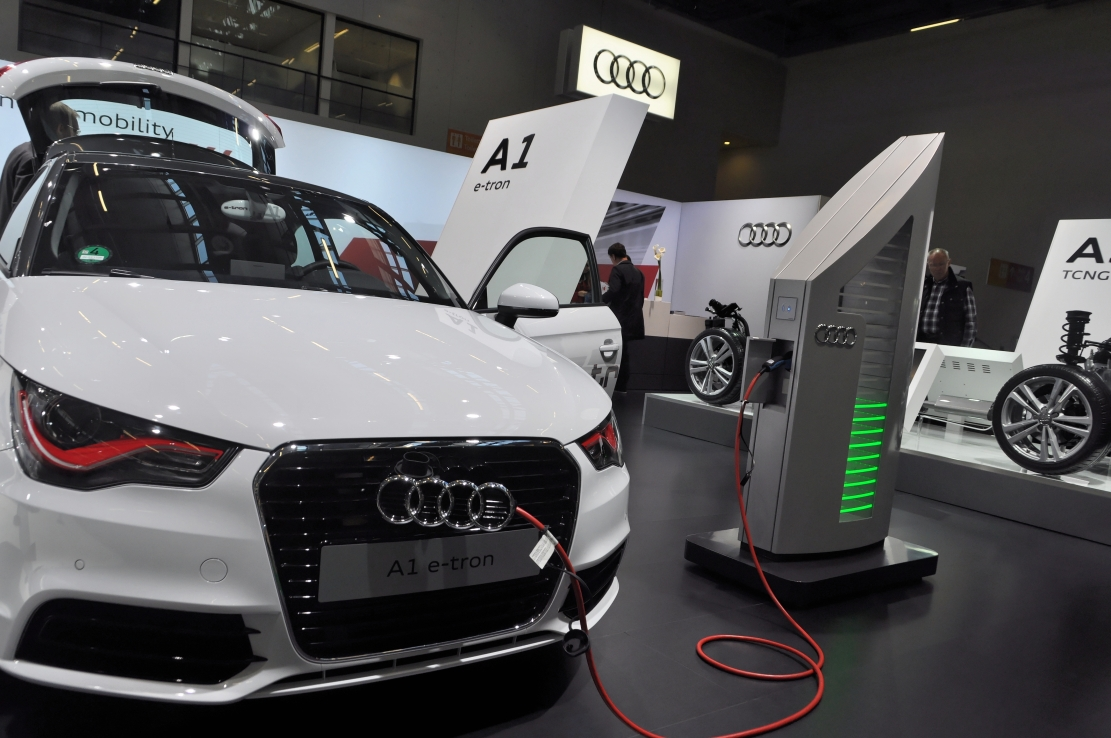
Een Audi A1 wordt opgeladen tijdens de autosalon "iMobility 2012" in Stuttgart.

Een plug-inhybride (Engels: plug-in hybrid electric vehicle of PHEV) is een hybride voertuig dat gebruikmaakt van herlaadbare batterijen of een andere manier van energieopslag, dat volledig herladen kan worden door het voertuig aan te sluiten op een externe energiebron zoals een traditioneel stopcontact.
Een plug-inhybride combineert de karakteristieken van zowel een hybride elektrisch voertuig – dat een elektromotor en een verbrandingsmotor heeft – als een volledig elektrisch voertuig (FEV) – dat via een stekker wordt aangesloten op het elektriciteitsnet. Er zijn PHEV-versies van personenwagens, bedrijfswagens, bestelwagens, vrachtwagens, bussen, treinen, bromfietsen, scooters, militaire voertuigen en schepen. Plug-inhybride auto's worden ook wel semi-elektrische auto's genoemd. De plug-inhybride behoort samen met de volledig elektrische auto tot de categorie plug-ins (Plug-in Electric Vehicle, PEV).

## Positionering

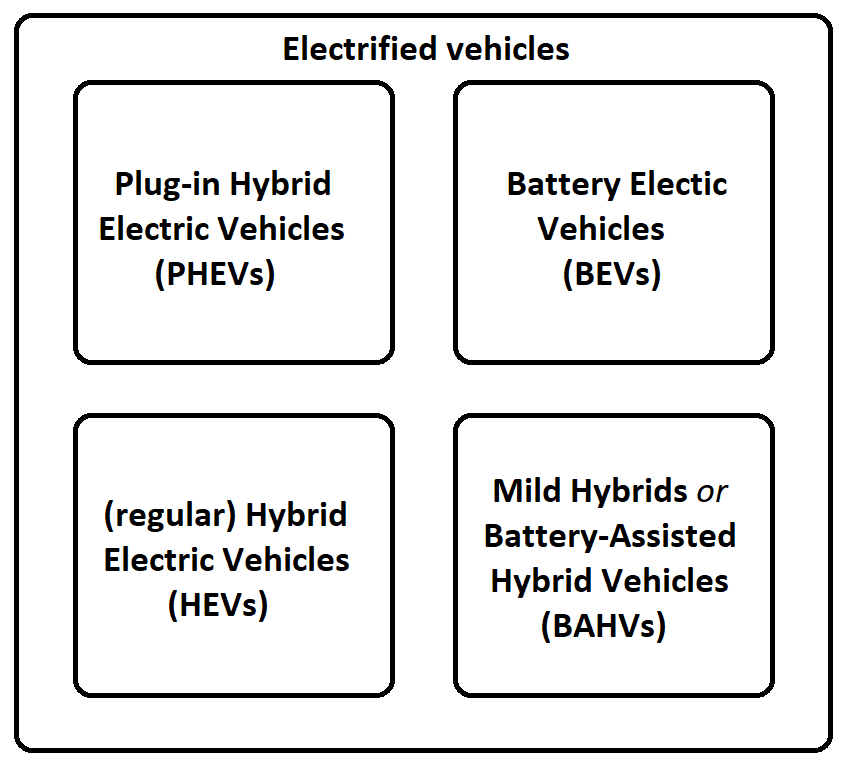
Venndiagram van elektrische voertuigen

Er zijn twee typen auto's die geheel of deels op elektrische stroom rijden: die met enkel een elektromotor en de hybrides.

### Volledig elektrisch
Een volledig elektrische auto, 'Full electric vehicle (FEV), of 'Battery Electric Vehicle' (BEV), rijdt alleen op elektriciteit en heeft geen verbrandingsmotor. Als de accu leeg is moet de auto opgeladen worden via een stopcontact, een publiek laadpunt of een snellaadpaal. De volledig elektrische auto vormt samen met de plug-inhybride de groep van plug-in elektrische auto's (Plug-in Electric Vehicle, PEV).
De volledig elektrische auto is milieuvriendelijker. In tegenstelling tot een klassieke auto met verbrandingsmotor stoten FEV's geen CO2 uit tijdens het rijden en maken ze ook geen gebruik van fossiele brandstoffen. Kanttekening hierbij is wel dat de elektriciteit uit hernieuwbare energiebronnen, zoals waterkrachtcentrales en windmolens, moet komen om echt 'groen' te rijden. De toenemende actieradius en snellaadstations langs de snelwegen maken dat de FEV meer geaccepteerd wordt als alternatief voor de auto met verbrandingsmotor.

### Hybrides (HEV)
HEV’s of Hybrid Electric Vehicles maken gebruik van een combinatie van verschillende aandrijftechnieken.

#### Klassieke hybrides
De klassieke hybride bestaat, uitgaande van de Toyota Prius als pionier, al sinds ongeveer 1997. Zo’n auto is uitgerust met twee motoren, meestal een elektromotor en een verbrandingsmotor (op benzine of diesel), die naargelang van de behoefte worden aangesproken. Afhankelijk van de hybridisatiegraad van die twee motoren wordt gesproken van:
1. Micro hybrids – Dit is de simpelste vorm van 'hybride'. Deze auto met start-stopsysteem staat eigenlijk los van de hybridetechnologie, aangezien de auto niet wordt aangedreven door elektrische energie uit de accu. Dit systeem levert een kleine bijdrage aan het verminderen van CO2-emissies en brandstofverbruik. Zodra de auto tot stilstand komt, bijvoorbeeld bij een verkeerslicht, wordt de benzine- of dieselmotor automatisch uitgeschakeld. Op het moment dat de bestuurder het gaspedaal intrapt, treedt de motor weer in werking. De motor wordt gestart door de startmotor, die wordt gevoed door de accu van de auto. De accu krijgt op zijn beurt extra energie die wordt opgevangen tijdens het remmen.
2. Mild hybrids – Een mild hybrid maakt gebruik van hetzelfde start-stopsysteem als een micro hybrid, met als extra voorziening een elektromotor die de verbrandingsmotor (enkel) tijdens het accelereren ondersteunt. In de meeste gevallen kan de elektromotor bij deze auto's niet autonoom zorgen voor de aandrijving. De elektromotor wordt gevoed door een accu die wordt opgeladen door middel van regeneratief remmen, of door overtollig vermogen van de verbrandingsmotor tijdens het rijden om te zetten in elektrische energie.
3. Full hybrids – Nog een stapje verder gaat de full hybrid-auto. Dit type hybride ondersteunt – net als de mild hybrid – de verbrandingsmotor, maar kan wel volledig elektrisch rijden. De auto rijdt ofwel alleen op elektrische energie, alleen met de verbrandingsmotor, of door een combinatie van beide. De auto kiest zelf wanneer welke krachtbron het efficiëntst is en laadt met behulp van regeneratieve energie van het remsysteem de accu op, die op zijn beurt de elektromotor van stroom voorziet. Onder normale omstandigheden, bij het starten en rijden met lage snelheden, wordt de auto geruisloos aangedreven door de elektromotor — zonder brandstofverbruik en schadelijke emissies. De verbrandingsmotor treedt in werking zodra de snelheid hoger wordt. Indien noodzakelijk kan de elektromotor voor extra vermogen zorgen, bijvoorbeeld voor een snelle tussentijdse acceleratie.

#### Plug-inhybrides
Bij de standaardhybrides kan de accu niet worden opgeladen van buitenaf; dit gebeurt met behulp van de verbrandingsmotor en regeneratie van remenergie. Bij plug-inhybrides kan de accu ook worden opgeladen door de auto aan te sluiten op het elektriciteitsnetwerk.
4. Range extender: Elektrische auto's die voorzien zijn van een range extender worden doorgaans 'extended range electric vehicles' (EREV) genoemd. Letterlijk vertaald betekent range extender 'actieradiusverlenger'. Deze stationair draaiende hybrides kunnen constant draaien op een optimaal toerental om stroom op te wekken. De stroom gaat naar de accu en dan naar de elektromotor. De verbrandingsmotor heeft relatief weinig vermogen en wordt alleen gebruikt als de accu's leeg dreigen te raken.
Een elektrische auto voorzien van een range extender kan met behulp van een benzinemotor de accu tijdens de rit bijladen. Het gaat meestal om een kleinere verbrandingsmotor met 3 of 4 cilinders, maar ook andere stroombronnen worden gebruikt, zoals een waterstof-brandstofcel. De brandstofmotor drijft de auto niet aan, maar laadt de accu's op. Op deze manier wordt de actieradius vergroot, terwijl de auto toch op stroom blijft rijden.
De meest gebruikte range extenders worden in de wagen ingebouwd, maar er zijn ook systemen die als aanhangwagen kunnen gebruikt worden. Deze functie als generator kost brandstof, waardoor de auto minder zuinig is dan een puur elektrische auto.
Dit type auto biedt enkele oplossingen voor de problemen waar BEV's mee kampen. Dankzij de aanvulling van hun elektromotor met een verbrandingsmotor heeft de auto een normale actieradius, terwijl hij nog steeds zuiniger is in vergelijking met een volledig fossiel aangedreven wagen. Aangezien de verbrandingsmotor toch nog fossiele brandstoffen verbruikt stoten ze nog CO2 uit, zij het veel minder.
5. Plug-in hybrids: Hybrides hebben zowel een brandstof- als een elektromotor voor de aandrijving. Een hybride auto laadt zijn accu op met de energie die vrijkomt bij het remmen. Hierdoor kan de hybride kortere ritten op stroom rijden en schakelt hij vervolgens automatisch over op een zuinige benzinemotor.
Een plug-inhybride kan daarnaast met een stekker worden opgeladen (vandaar 'plug-in') en rijdt daardoor een deel van de rit elektrisch. Het opladen van de accu's gebeurt aan een traditioneel stopcontact. Bovendien is het bereik op uitsluitend de elektromotor groter dan dat van de eerste generatie hybrides. Een plug-inhybride kan, dankzij de brandstofmotor, moeiteloos grote afstanden afleggen. Hoe meer elektrische kilometers gereden kunnen worden, des te zuiniger en milieuvriendelijker de auto rijdt. Om echt zuinig te rijden moet vaak stroom worden 'getankt'.

## Techniek
Zoals reeds aangehaald maakt de hybridewagen gebruik van een combinatie van verschillende aandrijftechnieken. Meestal wordt dit soort auto's aangedreven door een benzine- of dieselmotor, in combinatie met een elektrische motor. Tijdens het rijden wordt de accu van de wagen opgeladen door een generator, die op zijn beurt wordt aangedreven door een benzine- of dieselmotor. Deze energie (die bij reguliere auto's verloren gaat) wordt door de bufferende werking van de accu's opgeslagen, en kan op een later moment gebruikt worden door de elektromotor. 
Een geavanceerd systeem stuurt de elektromotor aan en zorgt ervoor dat deze tweede motor bijspringt op momenten dat de verbrandingsmotor nét wat extra kracht kan gebruiken (bijvoorbeeld in heuvelachtig landschap of bij snel optrekken). Dit spaart de verbrandingsmotor waardoor de belasting, het verbruik en daarmee ook de uitstoot van CO2 beperkt worden. Ook de energie die tijdens het afremmen op de motor vrijkomt, wordt opgeslagen in de accu en kan, evenals de vrijgekomen energie van de verbrandingsmotor, gedoseerd vrijgegeven worden middels de elektrische motor.

### Motor
Er bestaan verschillende soorten hybridemotoren, die elk op een andere manier gebruikmaken van de combinatie van brandstofmotor en elektromotor. We onderscheiden drie typen motoren:

#### In serie geschakelde hybridemotor
Deze manier is vooral geschikt voor voertuigen die weinig vermogen nodig hebben. Bij een in serie geschakelde hybridemotor werken beide motoren evenveel. De brandstofmotor wekt energie op waarmee hij een generator aandrijft. Deze generator geeft zijn energie door aan de elektromotor die op zijn beurt de wielen aandrijft. Hierdoor is het voertuig erg zuinig, maar bij weinig vermogen.

#### Parallel geschakelde hybridemotor
Bij dit systeem worden de wielen door zowel de brandstofmotor als de elektromotor aangedreven. Tijdens het rijden worden de accu’s ook weer opgeladen. De omstandigheden bepalen welke combinatie wordt gebruikt. Er kan bijvoorbeeld alleen op de brandstofmotor worden gereden. Dit is het efficiëntste als het voertuig met een constante snelheid rijdt. Bij het accelereren gebruikt de elektromotor een gedeelte van de opgespaarde energie om de brandstofmotor te ondersteunen. Hierdoor kan een kleinere brandstofmotor worden gebruikt om dezelfde prestatie te leveren. Het brandstofverbruik ligt bij het gebruik van dit systeem tussen de 15% en 20% lager vergeleken met een auto met alleen een verbrandingsmotor.

#### Gecombineerde hybridemotor
Het is ook mogelijk om beide systemen te combineren. Hierbij wordt dus zowel gebruikgemaakt van een in serie geschakelde hybridemotor als van een parallel geschakelde hybridemotor. Er zijn dus twee elektromotoren. De in serie geschakelde elektromotor werkt in principe altijd als de auto rijdt. Dit gaat net als bij de eerste soort gecombineerd met een brandstofmotor en beide motoren werken evenveel. Daarnaast is er nog een elektromotor die parallel is geschakeld. Deze werkt dus alleen als dat nodig is, bijvoorbeeld als er wordt geaccelereerd.

### Batterij en rijbereik
Zoals elke nieuwe technologie is de kostprijs in het begin hoog en neemt vervolgens langzaam af. Plug-inhybrides zijn geen uitzondering. Alhoewel PHEV's gebruikmaken van reeds bestaande technologie wordt ze nog niet op grote schaal geproduceerd en verkocht. Een belangrijke factor waardoor PHEV's duurder zijn dan traditionele hybrides zijn de batterijen.
Doorgaans worden twee soorten batterijen gebruikt voor hybrides: nikkel-metaalhydride (NiMH) en lithium-ion (Li-ion). Li-ion-batterijen zijn het efficiëntst en kunnen meer elektriciteit opslaan, maar zijn ook duurder. Veel hybrides gebruiken NiMH-batterijen wegens hun laadcapaciteit en kosteneffectiviteit.

## Opladen
De plug-inhybride is een tussenstap tussen volledig elektrisch rijden en rijden op de klassieke fossiele brandstoffen, die de overstap naar duurzame mobiliteit vergemakkelijkt voor het grote publiek. Een plug-inhybridewagen wordt opgeladen uit een privé of publiek laadpunt in het gewone elektriciteitsnet. Dankzij de verbrandingsmotor die dienstdoet als back-upgenerator wordt de accu opgeladen tijdens het rijden. Het 'plug-in'-laden vormt direct ook het grootste verschil met de klassieke hybrides.

### Op locatie opladen
Een PHEV-auto kan thuis of bij een bedrijfslocatie opgeladen worden door een standaard meegeleverde oplaadkabel aan te sluiten op een regulier huishoudelijk stopcontact. Om hier sneller te kunnen opladen, kan men een vast thuislaadsysteem installeren dat gebruikmaakt van krachtstroom. Meestal worden deze ingebouwd in een garage of carport.

### Onderweg opladen
Opladen kan ook steeds aan een publiek laadpunt. Dit zijn bijvoorbeeld speciale parkeerplaatsen gereserveerd voor elektrische auto's, waar de auto via een snellaadkabel wordt aangesloten op een publieke laadpaal. Betalen voor een laadbeurt gebeurt via een laadpas of laadkaart. De laadpaal scant de laadkaart en registreert zo wie de gebruiker is en hoeveel stroom is afgenomen. Periodiek krijgt de bestuurder een factuur met een overzicht van laadtransacties.

### Oplaadduur
De wijze van opladen bepaalt de duurtijd van een laadbeurt. Met een standaard laadkabel – de traagste methode – duurt het 6 tot 8 uur om de accu volledig op te laden. Met een vast laadtoestel dat gebruikmaakt van krachtstroom is de auto in ongeveer 3 uur weer vertrekklaar. In een publiek oplaadpunt gaat dit nog sneller, in ongeveer 30 minuten.

## Opmars
In Europa wordt de uitstoot van personenauto's aan banden gelegd. Volgens Europese normen voor de CO2-uitstoot mogen nieuwe auto's vanaf 2021 nog maar 3,9 liter brandstof per 100 kilometer verbruiken, ofwel 95 gram CO2 per kilometer.
Deze maatregel werd genomen in het kader van het Kyoto-protocol, dat de Europese lidstaten verplicht om hun uitstoot van broeikasgassen – waaronder CO2 (koolstofdioxide) – terug te dringen. Deskundigen en wetenschappers zijn het met elkaar eens dat het klimaat verandert en de aarde opwarmt. De oorzaak hiervan ligt bij de broeikasgassen, waarvan een groot deel afkomstig is van het wegvervoer. Door de gestage toename van het verkeersaanbod neemt dit percentage toe.
Er wordt vooral ingezet op een duale aanpak, die het maatschappelijk draagvlak moet vergroten. Aan de ene kant zijn er de strengere eisen voor het produceren van nieuwe wagens en aan de andere kant wordt ook de consument gestimuleerd om voor milieuvriendelijke alternatieven te kiezen voor hun mobiliteit. Zo worden er in heel wat Europese landen subsidies gegeven voor de aankoop van wagens met een zo laag mogelijke CO2-uitstoot. Ook de steeds hoger wordende brandstofprijzen zorgen ervoor dat de consument op zoek gaat naar financieel aantrekkelijke alternatieven.
Van de in totaal 8 373 244 personenauto's die in Nederland in 2018 geregistreerd waren, waren er 97 702 plug-inhybrides. In 2017 was er een daling in het aantal PHEV's (van 1%) ten opzichte van eind 2016. In 2018 is het aantal PHEV's nagenoeg gelijk gebleven aan 2017.